# Датский футбольный союз
Да́тский футбо́льный сою́з (дат. Dansk Boldspil-Union) — организация, осуществляющая контроль и управление футболом в Дании. Располагается в Брённбю. ДФС основан в 1889 году и стал одним из членов-основателей ФИФА (в 1904 году) и УЕФА (в 1954 году). Союз организует деятельность и управляет национальными сборными по футболу (мужской, женской, молодёжными). Под эгидой союза проводятся мужской и женский чемпионаты Дании и многие другие соревнования.